# 東京都高等学校一覧
| 総数                           | 428校            |
| 国立                           | 6校              |
| 公立                           | 185校            |
| 私立                           | 236校            |
| 教育委員会所在地               | 〒163-8001       |
| 東京都新宿区西新宿二丁目8番1号 |                  |
| 公式サイト                     | 東京都教育委員会 |

東京都高等学校一覧（とうきょうとこうとうがっこういちらん）は、東京都の高等学校および中等教育学校（後期課程）の一覧。廃止した高等学校については、東京都高等学校の廃校一覧を参照。
全日制課程の存在しない高等学校については、定時制は「○○高等学校｛定時制｝」通信制は「○○高等学校｛通信制｝」定時制・通信制共に存在する場合は、定時制表記で記載する。

## 国立高等学校・国立中等教育学校後期課程

### 特別区

#### 港区
- 東京科学大学附属科学技術高等学校

#### 文京区
- お茶の水女子大学附属高等学校
- 筑波大学附属高等学校

#### 台東区
- 東京芸術大学音楽学部附属音楽高等学校

#### 世田谷区
- 筑波大学附属駒場高等学校
- 東京学芸大学附属高等学校

#### 中野区
- 東京大学教育学部附属中等教育学校後期課程

#### 練馬区
- 東京学芸大学附属国際中等教育学校後期課程

## 公立高等学校・公立中等教育学校後期課程

### 東京都立高等学校・東京都立中等教育学校後期課程
※「東京都立」は省略。

#### 特別区

##### 千代田区
- 日比谷高等学校
- 一橋高等学校（定時制）

##### 中央区
- 晴海総合高等学校

##### 港区
- 芝商業高等学校
- 三田高等学校
- 六本木高等学校（定時制）

##### 新宿区
- 新宿高等学校
- 戸山高等学校
- 総合芸術高等学校
- 新宿山吹高等学校（定時制）

##### 文京区
- 小石川中等教育学校後期課程
- 竹早高等学校
- 工芸高等学校
- 向丘高等学校

##### 台東区
- 上野高等学校
- 白鷗高等学校
- 忍岡高等学校
- 浅草高等学校（定時制）
- 蔵前工科高等学校

##### 墨田区
- 墨田川高等学校
- 両国高等学校
- 本所高等学校
- 橘高等学校
- 日本橋高等学校

##### 江東区
- 城東高等学校
- 深川高等学校
- 東高等学校
- 科学技術高等学校
- 第三商業高等学校
- 江東商業高等学校
- 墨田工科高等学校
- 大江戸高等学校（定時制）

##### 品川区
- 小山台高等学校
- 大崎高等学校
- 八潮高等学校

##### 目黒区
- 目黒高等学校
- 駒場高等学校
- 国際高等学校
- 桜修館中等教育学校後期課程

##### 大田区
- 雪谷高等学校
- 田園調布高等学校
- 美原高等学校
- 大森高等学校
- 蒲田高等学校
- つばさ総合高等学校
- 六郷工科高等学校
- 大田桜台高等学校

##### 世田谷区
- 世田谷総合高等学校
- 世田谷泉高等学校（定時制）
- 桜町高等学校
- 芦花高等学校
- 松原高等学校
- 総合工科高等学校
- 千歳丘高等学校
- 深沢高等学校
- 園芸高等学校

##### 渋谷区
- 青山高等学校
- 広尾高等学校
- 第一商業高等学校

##### 中野区
- 富士高等学校
- 武蔵丘高等学校
- 鷺宮高等学校
- 中野工科高等学校
- 稔ヶ丘高等学校（定時制）

##### 杉並区
- 杉並高等学校
- 杉並総合高等学校
- 杉並工科高等学校
- 豊多摩高等学校
- 荻窪高等学校（定時制）
- 西高等学校
- 農芸高等学校

##### 豊島区
- 豊島高等学校
- 文京高等学校
- 千早高等学校

##### 北区
- 飛鳥高等学校
- 桐ケ丘高等学校（定時制）
- 王子総合高等学校
- 赤羽北桜高等学校

##### 荒川区
- 竹台高等学校
- 荒川工科高等学校

##### 板橋区
- 板橋高等学校
- 板橋有徳高等学校
- 高島高等学校
- 北豊島工科高等学校
- 大山高等学校
- 北園高等学校

##### 練馬区
- 練馬高等学校
- 大泉高等学校
- 石神井高等学校
- 井草高等学校
- 大泉桜高等学校
- 田柄高等学校
- 光丘高等学校
- 練馬工科高等学校
- 第四商業高等学校

##### 足立区
- 足立高等学校
- 足立東高等学校
- 足立西高等学校
- 足立新田高等学校
- 足立工科高等学校
- 江北高等学校
- 淵江高等学校
- 青井高等学校
- 小台橋高等学校（定時制）

##### 葛飾区
- 葛飾総合高等学校
- 葛飾野高等学校
- 南葛飾高等学校
- 葛飾商業高等学校
- 農産高等学校
- 本所工科高等学校（定時制）

##### 江戸川区
- 江戸川高等学校
- 小岩高等学校
- 篠崎高等学校
- 紅葉川高等学校
- 小松川高等学校
- 葛西南高等学校
- 葛西工科高等学校

#### 市部

##### 八王子市
- 八王子東高等学校
- 八王子北高等学校
- 南多摩中等教育学校後期課程
- 富士森高等学校
- 松が谷高等学校
- 片倉高等学校
- 翔陽高等学校
- 八王子桑志高等学校
- 八王子拓真高等学校（定時制）

##### 立川市
- 立川高等学校（定時制併設）
- 立川国際中等教育学校後期課程
- 砂川高等学校（定時制）
- 立川緑高等学校

##### 武蔵野市
- 武蔵高等学校
- 武蔵野北高等学校

##### 三鷹市
- 三鷹中等教育学校後期課程

##### 青梅市
- 青梅総合高等学校
- 多摩高等学校

##### 府中市
- 府中高等学校
- 府中東高等学校
- 府中西高等学校
- 府中工科高等学校
- 農業高等学校

##### 昭島市
- 昭和高等学校
- 拝島高等学校

##### 調布市
- 調布北高等学校
- 調布南高等学校
- 神代高等学校

##### 町田市
- 町田高等学校
- 町田総合高等学校
- 町田工科高等学校
- 小川高等学校
- 成瀬高等学校
- 野津田高等学校
- 山崎高等学校

##### 小金井市
- 小金井北高等学校
- 小金井工科高等学校（定時制）
- 多摩科学技術高等学校

##### 小平市
- 小平高等学校
- 小平西高等学校
- 小平南高等学校

##### 日野市
- 日野高等学校
- 日野台高等学校
- 南平高等学校

##### 東村山市
- 東村山高等学校
- 東村山西高等学校

##### 国分寺市
- 国分寺高等学校

##### 国立市
- 国立高等学校
- 第五商業高等学校

##### 福生市
- 福生高等学校
- 多摩工科高等学校

##### 狛江市
- 狛江高等学校

##### 東大和市
- 東大和高等学校
- 東大和南高等学校

##### 清瀬市
- 清瀬高等学校

##### 東久留米市
- 東久留米総合高等学校
- 久留米西高等学校

##### 武蔵村山市
- 武蔵村山高等学校
- 上水高等学校

##### 多摩市
- 永山高等学校

##### 稲城市
- 若葉総合高等学校

##### 羽村市
- 羽村高等学校

##### あきる野市
- 秋留台高等学校
- 五日市高等学校

##### 西東京市
- 保谷高等学校
- 田無高等学校
- 田無工科高等学校

#### 西多摩郡

##### 瑞穂町
- 瑞穂農芸高等学校

#### 島嶼部

##### 大島支庁

###### 大島町
- 大島高等学校
- 大島海洋国際高等学校

###### 新島村
- 新島高等学校

###### 神津島村
- 神津高等学校

##### 三宅支庁

###### 三宅村
- 三宅高等学校

##### 八丈支庁

###### 八丈町
- 八丈高等学校

##### 小笠原支庁

###### 小笠原村
- 小笠原高等学校

### 区立中等教育学校
※「○○区立」は省略。

#### 特別区

##### 千代田区
- 九段中等教育学校後期課程

## 私立高等学校

### 特別区

#### 千代田区
- 大妻高等学校
- 神田女学園高等学校
- 共立女子高等学校
- 暁星高等学校
- 錦城学園高等学校
- 麹町学園女子高等学校
- 女子学院高等学校
- 白百合学園高等学校
- 正則学園高等学校
- 千代田高等学校
- 東京家政学院高等学校
- 東洋高等学校
- 二松學舍大学附属高等学校
- 雙葉高等学校
- 三輪田学園高等学校
- 和洋九段女子高等学校

#### 中央区
- 開智日本橋学園高等学校

#### 港区
- 麻布高等学校
- 慶應義塾女子高等学校
- 芝高等学校
- 芝国際高等学校
- 頌栄女子学院高等学校
- 正則高等学校
- 聖心女子学院高等科
- 高輪高等学校
- 東海大学付属高輪台高等学校
- 東洋英和女学院高等部
- 広尾学園高等学校
- 普連土学園高等学校
- 明治学院高等学校
- 山脇学園高等学校

#### 新宿区
- 海城高等学校
- 学習院女子高等科
- 成城高等学校
- 成女高等学校
- 保善高等学校
- 目白研心高等学校
- 早稲田高等学校

#### 文京区
- 跡見学園高等学校
- 郁文館高等学校
- 郁文館グローバル高等学校
- 桜蔭高等学校
- 京華高等学校
- 京華女子高等学校
- 駒込高等学校
- 小石川淑徳学園高等学校
- 昭和第一高等学校
- 中央大学高等学校（定時制）
- 貞静学園高等学校
- 東邦音楽大学附属東邦高等学校
- 東洋女子高等学校
- 東洋大学京北高等学校
- 獨協高等学校
- 日本大学豊山高等学校
- 文京学院大学女子高等学校
- 広尾学園小石川高等学校

#### 台東区
- 岩倉高等学校
- 上野学園高等学校

#### 墨田区
- 日本大学第一高等学校
- 安田学園高等学校
- 立志舎高等学校

#### 江東区
- かえつ有明高等学校
- 芝浦工業大学附属高等学校
- 中央学院大学中央高等学校
- 中村高等学校

#### 品川区
- 品川翔英高等学校
- 攻玉社高等学校
- 香蘭女学校高等科
- 品川エトワール女子高等学校
- 品川女子学院高等部
- 青稜高等学校
- 品川学藝高等学校
- 文教大学付属高等学校
- 朋優学院高等学校

#### 目黒区
- 自由ヶ丘学園高等学校
- 多摩大学目黒高等学校
- トキワ松学園高等学校
- 日本工業大学駒場高等学校
- 目黒日本大学高等学校
- 目黒学院高等学校
- 八雲学園高等学校

#### 大田区
- 大森学園高等学校
- 羽田国際高等学校
- 日本体育大学荏原高等学校
- 東京高等学校
- 東京実業高等学校
- 立正大学付属立正高等学校

#### 世田谷区
- 鷗友学園女子高等学校
- 国本女子高等学校
- 恵泉女学園高等学校
- 佼成学園女子高等学校
- 駒澤大学高等学校
- 駒場学園高等学校
- 駒場東邦高等学校
- 国士舘高等学校
- 下北沢成徳高等学校
- 松蔭大学附属松蔭高等学校
- 昭和女子大学附属昭和高等学校
- 成城学園高等学校
- 聖ドミニコ学園高等学校
- 世田谷学園高等学校
- 大東学園高等学校
- 玉川聖学院高等部
- 田園調布学園高等部
- 田園調布雙葉高等学校
- 三田国際学園高等学校
- 東京農業大学第一高等学校
- 東京都市大学付属高等学校
- 東京都市大学等々力高等学校
- 日本学園高等学校
- 日本女子体育大学附属二階堂高等学校
- 日本大学櫻丘高等学校
- サレジアン国際学園世田谷高等学校
- 科学技術学園高等学校（定時制）

#### 渋谷区
- 青山学院高等部
- 関東国際高等学校
- 國學院高等学校
- 実践女子学園高等学校
- 渋谷教育学園渋谷高等学校
- 東京女学館高等学校
- 富士見丘高等学校
- 東海大学付属望星高等学校（通信制）

#### 中野区
- 大妻中野高等学校
- 実践学園高等学校
- 東亜学園高等学校
- 新渡戸文化高等学校
- 宝仙学園高等学校
- 堀越高等学校
- 明治大学付属中野高等学校

#### 杉並区
- 光塩女子学院高等科
- 佼成学園高等学校
- 國學院大學久我山高等学校
- 女子美術大学付属高等学校
- 杉並学院高等学校
- 専修大学附属高等学校
- 中央大学杉並高等学校
- 東京立正高等学校
- 日本大学第二高等学校
- 日本大学鶴ヶ丘高等学校
- 文化学園大学杉並高等学校
- 立教女学院高等学校

#### 豊島区
- 学習院高等科
- 川村高等学校
- 十文字高等学校
- 淑徳巣鴨高等学校
- 城西大学附属城西高等学校
- 昭和鉄道高等学校
- 巣鴨高等学校
- 東京音楽大学付属高等学校
- 豊島岡女子学園高等学校
- 豊島学院高等学校
- 豊南高等学校
- 本郷高等学校
- 立教池袋高等学校

#### 北区
- 安部学院高等学校
- 順天高等学校
- 女子聖学院高等学校
- 駿台学園高等学校
- 聖学院高等学校
- サレジアン国際学園高等学校
- 成立学園高等学校
- 瀧野川女子学園高等学校
- 東京成徳大学高等学校
- 武蔵野高等学校
- 桜丘高等学校

#### 荒川区
- 開成高等学校
- 北豊島高等学校

#### 板橋区
- 淑徳高等学校
- 城北高等学校
- 大東文化大学第一高等学校
- 帝京高等学校
- 東京家政大学附属女子高等学校
- 日本大学豊山女子高等学校

#### 練馬区
- 英明フロンティア高等学校
- 富士見高等学校
- 武蔵高等学校
- 早稲田大学高等学院

#### 足立区
- 足立学園高等学校
- 潤徳女子高等学校

#### 葛飾区
- 共栄学園高等学校
- 修徳高等学校

#### 江戸川区
- 愛国高等学校
- 江戸川女子高等学校
- 関東第一高等学校

### 市部

#### 八王子市
- 穎明館高等学校
- 共立女子第二高等学校
- 工学院大学附属高等学校
- 聖パウロ学園高等学校
- 帝京大学高等学校
- 帝京八王子高等学校
- 東京純心女子高等学校
- 八王子学園八王子高等学校
- 八王子実践高等学校
- 明治大学付属八王子高等学校

#### 立川市
- 昭和第一学園高等学校
- 立川女子高等学校

#### 武蔵野市
- 吉祥女子高等学校
- 聖徳学園高等学校
- 成蹊高等学校
- 藤村女子高等学校

#### 三鷹市
- 大成高等学校
- 法政大学高等学校
- 明星学園高等学校

#### 府中市
- 明星高等学校

#### 昭島市
- 啓明学園高等学校

#### 調布市
- 晃華学園高等学校
- 桐朋女子高等学校
- 明治大学付属明治高等学校
- ドルトン東京学園高等部

#### 町田市
- 桜美林高等学校
- 玉川学園高等部
- フェリシア高等学校
- 日本大学第三高等学校
- 和光高等学校

#### 小金井市
- 国際基督教大学高等学校
- 中央大学附属高等学校
- 東京電機大学高等学校

#### 小平市
- 錦城高等学校
- 白梅学園高等学校
- 創価高等学校

#### 東村山市
- 日本体育大学桜華高等学校
- 明治学院東村山高等学校
- 明法高等学校

#### 国分寺市
- 早稲田大学系属早稲田実業学校高等部

#### 国立市
- NHK学園高等学校（通信制）
- 国立音楽大学附属高等学校
- 桐朋高等学校

#### 清瀬市
- 東星学園高等学校

#### 東久留米市
- 自由学園高等科

#### 武蔵村山市
- 拓殖大学第一高等学校

#### 多摩市
- 大妻多摩高等学校
- 多摩大学附属聖ヶ丘高等学校

#### 稲城市
- 駒沢学園女子高等学校

#### あきる野市
- 東海大学菅生高等学校

#### 西東京市
- 文華女子高等学校
- 武蔵野大学高等学校